# Revolució informàtica
La Revolució Informàtica és un període d'avanços tecnològics, que engloba des de la meitat del segle xx fins a l'actualitat.
En l'actualitat es troba en el punt on es trobava la Revolució Industrial l'any 1820.

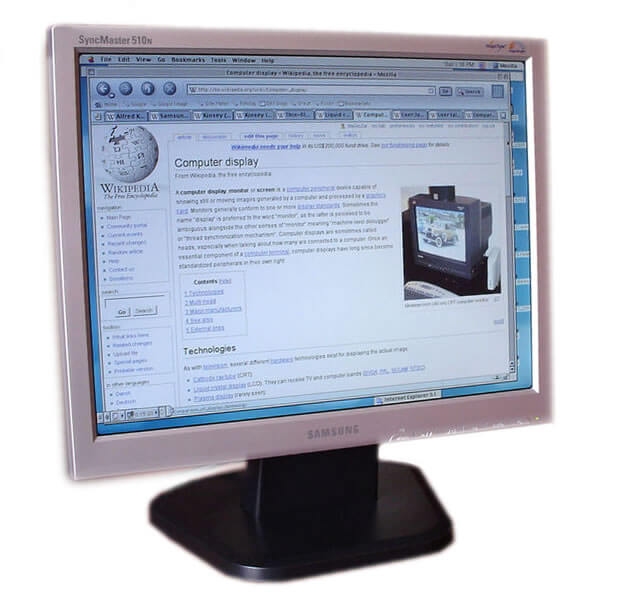

Es dedueix que la màquina de vapor va ser la primera Revolució Industrial, el que l'ordinador ha sigut per la Revolució Informàtica, és a dir, el primer succés que marca l'inici d'una sèrie d'esdeveniments entesos posteriorment com a Revolució.
Ara en dia, no hi ha un altre succés en la història econòmica que hagi crescut tan ràpidament en el pas del temps, i que hagi generat un impacte major en l'economia com és la Revolució Informàtica.
La Llei de Moore, afirma que el preu de l'element bàsic de la Revolució Informàtica, el microxip, cau un 50 % cada 18 mesos. El mateix que va ocórrer amb els productes la manufactura dels quals es va mecanitzar en la primera Revolució Industrial.
La Revolució Informàtica, així com la Revolució Industrial, ha canviat tots els aspectes de la vida diària, ara en dia és difícil per a la societat imaginar la vida quotidiana sense tecnologia.
La Revolució Informàtica va començar amb la invenció del televisor i el telèfon.
Entre els beneficis causats per la Revolució Informàtica es pot trobar que: va simplificar les tasques quotidianes, els treballs repetitius, va crear nous llocs de treball, va reemplaçar llocs de treball humans i va augmentar el mercat laboral.

## Períodes
Si tirem cap enrere, la Primera Revolució Industrial, va venir marcat per la màquina de vapor. Pel que fa a la Segona Revolució Industrial va ser l'incorporació de la producció en cadena durant el procés de fabricació. La Tercera Revolució Industrial per el major nivell d'automatització, que això va proporcionar l'electrònica. I al que s'anomena Quarta Revolució Industrial el desenvolupament d'Internet.
És important comprendre el paper canviant de la disciplina. Com va evolucionar des d'una simple eina d'automatització fins a assumir un rol completament diferent: una eina amb enormes capacitats d'anàlisis de dades i la capacitat d'aprendre a través de diversos mètodes a través de processos com l'"aprenentatge profund" o l'"aprenentatge automàtic".
Podria dir-se que la major diferència amb les revolucions industrials anteriors és que l'impacte de qualsevol tecnologia emergent no sols és immediat i global, sinó que també afecta a tots els sectors, no sols a l'industrial. Per tant, parlar de Quarta Revolució Industrial és subestimar les possibilitats de gran part del progrés, que afecta els sectors productius i educatius, a les relacions humanes, a la política, a l'administració pública...
La Constitució Espanyola va anticipar la seva vigència fa més de 40 anys en afirmar que "la llei limitarà l'ús de les tecnologies de la informació amb la finalitat de garantir l'honor, la intimitat personal i familiar i els plens drets dels ciutadans exerceixi els seus drets". Aquesta és una declaració visionària que també revela les regles necessàries de l'enginyeria informàtica sobre les quals es desenvolupen els productes i serveis de la societat de la informació.
Isaac Asimov va dir: "La ciència acumula coneixement més ràpid del que la societat acumula saviesa". Si bé el ritme de la política no ha canviat molt des de l'era del vapor, la tecnologia informàtica ha passat de la primera a la quarta velocitat en un tancar i obrir d'ulls. Tenim a les nostres mans la major eina mai creada per l'home. Per a beneficiar a tots, primer hem d'entendre a què ens referim per a poder comprendre tot el seu potencial.

## Desenvolupaments d'Internet
Desenvolupaments que s'han dut a terme en l'actualitat són:
- Intel·ligència Artificial: És un camp de la informàtica centrat en la creació de sistemes que puguin fer tasques que normalment requereixen intel·ligència humana, com l'aprenentatge, el raonament i la percepció.

- Realitat Augmentada i Realitat Virtual: La Realitat Virtual és una realitat artificial que es percep com a real i pretén substituir la realitat que ens envolta per dispositius que ens fan creure que som a un altre lloc. La Realitat Augmentada, en canvi, pretén modificar i millorar la realitat afegint elements a través dels nostres sentits, però respectant la realitat que ens envolta en aquell moment. Per tant, la virtual ens allunya del món real i ens mostra totalment el virtual, mentre que l'augmentada combina imatges reals i virtuals.

- Robòtica: La robòtica pot definir-se com una ciència que reuneix diversos grups o branques de la tecnologia destinades a crear màquines dissenyades per a automatitzar o imitar el comportament humà o animal.

- Nanotecnología: La nanotecnologia és la manipulació de la matèria a nivell subatòmic per a crear nous productes, dispositius i equips. Aquesta tecnologia promet avanços científics en molts camps, inclosos la medicina, els productes de consum, l'energia, els materials i la fabricació.

- Vehícles autònoms

- Impressió 3D